# Lance Voorjans
Lance Voorjans (Maastricht, 28 december 1990) is een Nederlandse voetballer die als middenvelder speelt.

## Loopbaan
Hij speelde voor MVV Maastricht en het Duitse KFC Uerdingen 05. Voorjans speelde van 2014 tot 2017 voor het Belgische Spouwen-Mopertingen en ging toen naar Bocholter VV. In 2018 ging hij naar Racing Club Hades Hasselt. Voorafgaand aan zijn profcarrière speelde hij bij de amateurs van SC Jekerdal en RKVVL uit Maastricht.

## Carrière
| Seizoen | Club           | Land       | Competitie     | Wedstrijden | Doelpunten |
| ------- | -------------- | ---------- | -------------- | ----------- | ---------- |
| 2008/09 | MVV            | Nederland  | Eerste divisie | 2           | 0          |
| 2009/10 | MVV            | Nederland  | Eerste divisie | 1           | 0          |
| 2010/11 | MVV Maastricht | Nederland  | Eerste divisie | 31          | 4          |
| 2011/12 | MVV Maastricht | Nederland  | Eerste divisie | 29          | 4          |
| 2012/13 | MVV Maastricht | Nederland  | Eerste divisie | 9           | 0          |
| Totaal  | Bijgewerkt tot | 26-02-2011 |                | 72          | 8          |